# Далечно радиолокационно откриване и управление
Системата за Далечно радиолокационно откриване и управление (съкр. ДРЛОУ) е военна система, предназначена да засича летателни апарати по време на полет. Най-често това е самолет с монтиран радар, често с 360° подвижност. По-рядко се срещат вертолети със същата инсталация. Комплексите за ДРЛОУ могат да засекат самолети и вертолети, отдалечени на стотици километри от самия комплекс, и са способни да различат кои от тях са приятелски и кои – вражески. Използват се както при отбранителни, така и при офанзивни операции, най-вече за дирижиране и хармонизиране дейността на приятелски бомбардировачи и изтребители.
На български се среща и заетото от английската терминология название АУАКС, което идва от airborne warning and control system (AWACS, букв. превод „система за въздушно предупреждение и управление“).

## История
По време на Втората световна война Великобритания активно използва радари за засичане на немски изтребители и бомбардировачи. С намерението да откриват и унищожават далекобойните немски самолети, които атакуват британски кораби в северния Атлантик, Кралските ВВС монтират въртяща се радарна антена на бомбардировач Vickers Wellington. Системата е тествана за откриване на самолети, а после и срещу подводници. На по-късен етап е създаден и самолет за засичане на ракети Фау-1, изстрелвани във въздуха от бомбардировачи Heinkel He 111.
През 1944 година САЩ също започват разработки в тази област под названието „проект Кадилак“. През август същата година е създаден прототип на базата на TBM Avenger, който се оказва сполучлив и успява да засича нисколетящи цели на разстояние до 160 километра. Американският военноморски флот поръчва ДРЛОУ-версията на TBM Avenger и тя влиза на въоръжение през март 1945 година. Това обаче са преработки на вече съществуващи самолети. Първият самолет, замислен и конструиран с цел ДРЛОУ, е E-1 Tracer, който е приет на въоръжение във ВВС на САЩ през 1954 година. Машините от това първо поколение не използват доплерови радари и откриват лесно цели на голяма височина, но не и на малка. В епохата на високолетящите стратегически атомни бомбардировачи обаче това не е било проблем. С промяната в доктрината, а именно насочването на усилия към нисколетящи свръхзвукови бомбардировачи, се налага и промяна в системите за радиолокационно откриване. Така се налага употребата на доплеровия радар. През 1964 ВМС на САЩ въвеждат в употреба E-2 Hawkeye, първият комплекс за ДРЛОУ, който може да се базира на самолетоносач. Последното поколение такива самолети на САЩ е представено от E-3 Sentry.
СССР също не изостава в развитието на технологиите за ДРЛОУ – през 1958 година съветското правителство дава задачата на бюро Туполев. Първите опити да се монтира радар на Ту-95 и Ту-116 не дават желаните резултати, и така за платформа на комплекса е избран пътническия Ту-114. Така са решени проблемите с охлаждането и вътрешното пространтво, които са били основният проблем при другите два самолета. С включването на някои подобрения, например възможност за въздушно презареждане, самолетът получава названието Ту-126 и се използва до 1984, когато е изместен от базирания на Ил-76 Бериев А-50.
През 1980-те Франция също проявява интерес да се сдобие с въздушен комплекс за ДРЛОУ. Френските ВВС правят изпитания с американските E-2C и E-3A, но в същото време проучва възможността за разработване на собствена система на базата на C-160 Transall и Br 1150 Atlantic. Обмислян е и вариантът за купуване на британски BAe Nimrod, но в крайна сметка ВВС на Франция се спират върху E-3F.
В началото на 1990-те години КНДР монтира радар Н019 от изтребител МиГ-29 на Ан-24. Най-малко един самолет е бил преоборудван по този начин.
През 2009 година Гърция се сдобива с 4 Embraer R-99 от Бразилия и става една от страните, използващи този специфичен комплекс.

## Характеристики и типове комплекси
Повечето съвременни комплекси за ДРЛОУ могат да засичат цели на 400 километра разстояние. Един комплекс, летящ на височина 9100 метра може да покрие площ от 120 460 квадратни километра. Три такива комплекса в подходящо разположение могат да покрият цяла Централна Европа. По време на сражения, един комплекс за ДРЛОУ може да бъде изключително полезен на приятелските изтребители и бомбардировачи – може да им помогне да увеличат обсега си на прехват, а същото така и да ги направи по-малко видими за врага, тъй като по-малките самолети няма да имат нужда от собствения си активен радар, за да засичат цели.
Възможно е обаче и самият комплекс за ДРЛОУ да бъде засечен от врага отвъд обсега на първия. Това е защото отслабването на излъчения от доплеровия радар сигнал е пропорцинално на разстоянието, което той изминава. Следователно излъченият сигнал трябва да е достатъчно силен, за да измине два пъти разстоянието от точката на изпращане до целта.
Самият радар е монтиран извън фюзелажа на самолета, в повечето случаи на въртяща се платформа. Някои комплекси имат стационарен радар. За военноморските сили често се използват вертолетни комплекси за ДРЛОУ.

## Употреба и модели по страна
- Австралия

Боинг 737
- Бразилия

Embraer R-99
- Гърция

Embraer R-99
- Израел

Gulfstream G550
EL/M-2075
- Индия

Бериев А-50
EL/M-2075
Embraer R-99
- Иран

IrAn-140
- Испания

SH-3 Sea King (вертолет)
- Италия

AgustaWestland AW101 (вертолет)
- Китай

KJ-2000
Шанси Y-8
- Северна Корея

Ан-24
- Южна Корея

Боинг 737
- Великобритания

E-3 Sentry
Westland Sea King (вертолет)
- Мексико

Embraer R-99
- Русия

Бериев А-50
Ка-31 (вертолет)
- Саудитска Арабия

E-3 Sentry
- Сингапур

EL/M-2075
- САЩ

E-3 Sentry
E-2 Hawkeye
- Турция

Боинг 737
CASA/IPTN CN-235
- Франция

E-3 Sentry
- Чили

EL/M-2075
- Швеция

SAAB 340
SAAB 2000
- Япония

Боинг 767